# Jimmy Johnson (Bluesmusiker)
James „Jimmy“ Earl Thompson (* 25. November 1928 in Holly Springs, Mississippi; † 31. Januar 2022 in Harvey, Illinois) war ein amerikanischer Blues-Gitarrist und Sänger.

## Leben
Johnson wurde in Holly Springs (Mississippi) geboren. Er entstammt einer musikalischen Familie und mehrere seiner Brüder haben selbst musikalische Karrieren gemacht, unter anderem der Soulmusiker Syl Johnson und der Bassist Mack Thompson, der für Magic Sam spielte. In jungen Jahren spielte er Piano und sang in Gospelgruppen. Er zog mit seiner Familie in den 1950ern nach Chicago, wo er als a Schweißer arbeitete und nur in seiner Freizeit Gitarre spielte. 1959 begann er professionell mit Slim Willis Musik zu machen und änderte seinen Nachnamen in Johnson, was sein Bruder Syl bereits vorgemacht hatte. Als Gitarrist wurde er von Buddy Guy und Otis Rush beeinflusst. Er spielte mit Freddy King, Albert King, Magic Sam, Otis Rush und Eddy Clearwater, neben anderen.
In den 1960er Jahren änderte sich sein Stil und er entwickelte einen Stil, der stärker Elemente des R&B style verwendete. In dieser zeit arbeitete er mit Otis Clay, Denise LaSalle und Garland Green. Von Anfang der 1960er Jahre hatte er seine eigene Band und Mitte der 1960er Jahre veröffentlichte er seine erste Single. 1974 kehrte er wieder zur Blues-Musik zurück und spielte mit Jimmy Dawkins und machte mit Otis Rush 1975 eine Tournee durch Japan.
Seine ersten Soloalben erschienen 1978 bei MCM Blues Records und  1979 bei Delmark Records, als er bereits Fünfzig war. Beim ersten Blues Music Awards in Memphis (November 1980) war er einer der Gewinner. Seine Karriere lief gut bis zum 2. Dezember 1988, als sein Touring Van in Indiana einen Unfall hatte, wobei sein Keyboarder, St. James Bryant, und sein Bassist, Larry Exum, ums Leben kamen. Johnson selbst wurde verletzt und nahm eine längere Auszeit vom Musikbetrieb. Er kehrte 1994 für Aufnahmen zu Verve Records zurück. 2002 machte er Aufnahmen mit seinem Bruder Syl. 2009 unternahm er noch eine Europa-Tournee mit Stationen in Großbritannien und beim Copenhagen Blues Festival in Dänemark.
2014 war er einer der Musiker beim Album Beyond Any Form, einer Einspielung traditioneller persischer Musik.

## Diskographie
- Jimmy Johnson & Luther Johnson (MCM Records, 1977)
- Tobacco Road (MCM, 1978)
- Johnson’s Whacks (Delmark Records, 1979)
- North/South (Delmark, 1982)
- Bar Room Preacher (Alligator Records, 1983)
- I’m a Jockey (Verve Records, 1994)
- Every Road Ends Somewhere (Ruf Records, 1999)
- Jimmy Johnson Featuring John Watkins (Black & Blue Records, 2000)
- Pepper’s Hangout (Delmark, 2000)
- Ma Bea’s Rock (Storyville Records, 2001)
- Heap See (Black & Blue, 2002)
- Two Johnsons Are Better Than One, mit Syl Johnson (2002)
- Brothers Live (Brambus Records, 2004)
- Every Day of Your Life (Delmark Records, 2019)